# Diospyros longistyla
Diospyros longistyla är en tvåhjärtbladig växtart som beskrevs av Albert Charles Smith. Diospyros longistyla ingår i släktet Diospyros och familjen Ebenaceae. Inga underarter finns listade i Catalogue of Life.